# Jette (fornavn)
Jette er et dansk kvindenavn, som er dannet som en kortform af Henriette. Henriette er igen en kvindelig afledning af mandsnavnet Henri, der – ligesom Henrik, Heine, Henry og andre – er en variant af Heinrich.
Per 1. januar 2025 levede der 21.610 kvinder i Danmark som havde Jette som deres første fornavn.

## Personer med fornavnet Jette
Dette er en automatisk genereret liste over personer med fornavnet Jette som er biograferet på dansk Wikipedia. Hvis der er fejl eller mangler i listen, bør oplyśningerne redigeres på Wikidata. Alle ændringer lavet her vil blive overskrevet ved næste opdatering.
Denne liste bliver periodisk opdateret af en bot. Manuelle ændringer ved listen bliver fjernet ved næste opdatering!
| Navn                     | Beskrivelse                                          | Beskæftigelse                               | Født       | Død        | Wikidata   |
| ------------------------ | ---------------------------------------------------- | ------------------------------------------- | ---------- | ---------- | ---------- |
| Jette Albinus            | dansk generalmajor                                   | militærofficer                              | 1966-04-08 |            | Q51885702  |
| Jette Andersen           | Sprinter (*1945) ♀; spouse of Jan Ingstrup-Mikkelsen | sprinter                                    | 1945-08-29 |            | Q12319706  |
| Jette Andersen           | dansk fodboldspiller (1959-)                         | fodboldspiller                              | 1959-06-08 |            | Q27554085  |
| Jette Bang               | dansk fotograf (1914-1964)                           | fotograf filminstruktør                     | 1914-02-04 | 1964-02-16 | Q1414605   |
| Jette Bergenholz Bautrup | dansk folketingsmedlem født 1947                     |                                             | 1947-04-15 |            | Q12319707  |
| Jette Beckmann           | dansk journalist                                     | journalist                                  |            |            | Q50402987  |
| Jette Plesner Dali       | dansk politiker                                      | politiker                                   | 1948-11-04 |            | Q12319712  |
| Jette Drewsen            | dansk forfatter                                      | forfatter                                   | 1943-12-10 |            | Q12319709  |
| Marianne Flor            | dansk skuespiller (1934-2015)                        | skuespiller filmskuespiller                 | 1934-03-30 | 2015-03-22 | Q12326030  |
| Jette Fuglsang           | dansk cykelrytter (1978-2009)                        | cykelrytter                                 | 1978-05-31 | 2009-07-13 | Q1688514   |
| Jette Gottlieb           | dansk politiker, født 1948                           | politiker lærer på en sekundær skole tømrer | 1948-09-23 |            | Q11978555  |
| Jette Hansen             | dansk håndboldspiller (født 1987)                    | håndboldspiller                             | 1987-07-21 |            | Q20261197  |
| Jette Hvidtfeldt         | dansk journalist                                     | journalist forfatter                        | 1950-01-31 |            | Q12319708  |
| Jette Bredahl Jacobsen   | dansk professor i miljø- og ressourceøkonomi         | forsker professor miljøøkonom               |            |            | Q56112079  |
| Jette Jensen             | byrådsmedlem i Århus                                 | lokalpolitiker folkeskolelærer              | 1958-12-07 | 2025-01    | Q63057982  |
| Jette Ø. Jeppesen        | sportsudøver (*1964) ♀                               | sportsudøver                                | 1964-03-14 |            | Q12319714  |
| Jette Jespersen          | dansk folketingsmedlem født 1940                     |                                             | 1940-08-23 |            | Q12319710  |
| Jette A. Kaarsbøl        | dansk forfatter                                      | forfatter                                   | 1961-11-18 |            | Q1809968   |
| Jette Kjærboe            | dansk forfatter                                      | romanforfatter                              | 1943-04-18 |            | Q4959029   |
| Jette Kristensen         | dansk borgmester i Roskilde Kommune 2000-2001        | politiker                                   | 1945       |            | Q105810304 |
| Jette Kolding Kristensen | dansk forsker og alment praktiserende læge           | professor                                   | 1965-01-29 |            | Q60611678  |
| Jette Linaa              | dansk arkæolog                                       | arkæolog museumsinspektør                   | 1965       |            | Q27925352  |
| Jette Nevers             | dansk væver                                          | væver tekstilkunstner lærer                 | 1943-05-17 | 2024-09-22 | Q26006916  |
| Jette Kjær Petersen      | dansk forfatter                                      | forfatter                                   | 1985-07-03 |            | Q64514129  |
| Jette Pors               | dansk folketingsmedlem (1941-2013)                   |                                             | 1941-05-05 | 2013-10-15 | Q67102953  |
| Jette Riisberg           | Sprinter (*1952) ♀                                   | sprinter                                    | 1952-09-05 |            | Q16064109  |
| Jette Schandorf          | dansk bassist                                        | basguitarist                                | 1960-09-05 |            | Q29075884  |
| Jette Sievertsen         | dansk skuespiller og dubber, født 1959               | skuespiller                                 | 1959-10-11 |            | Q12319711  |
| Jette Skive              | dansk politiker for Dansk Folkeparti                 | politiker                                   | 1951-07-11 |            | Q22956353  |
| Jette Søndergaard        | dansk skuespillerinde                                | skuespiller                                 |            |            | Q74044137  |
| Jette Torp               | dansk sanger                                         | sanger stemmeskuespiller                    | 1964-12-16 |            | Q4983167   |
| Jette Varmer             | dansk forfatter, oversætter og foredragsholder       | oversætter forelæser forfatter              | 1963       |            | Q12319713  |
| Jette Viby               | dansk designer                                       | designer                                    | 1930-02-17 | 1999-12-21 | Q113193123 |
| Jette Waldinger-Thiering | tysk politiker                                       | politiker                                   | 1964-06-18 |            | Q104038    |
| Jette Wilhelmsen         | dansk socialrådgiver og leder af Joannahuset         |                                             |            |            | Q133225909 |